# Fire Under My Feet
Fire Under My Feet – pierwszy singel brytyjskiej piosenkarki Leony Lewis z jej piątego albumu studyjnego I Am. Wydany został 7 czerwca 2015 roku w Wielkiej Brytanii. Twórcami tekstu są Leona Lewis oraz Toby Gad.

## Kompozycja
"Fire Under My Feet" jest rytmiczną piosenką z elementami muzyki gospel która została napisana przez Lewis oraz Toby’ego Gada. Na instrumentację utworu składają się pianino oraz odgłosy klaskania i stukania stopami.
Zaraz po wydaniu "Fire Under My Feet" zetknął się z licznymi porównaniami do przeboju Adele "Rolling in the Deep". Recenzent MTV zauważył, że  rytmiczna melodia i fragment tekstu piosenki "woah, woah, woah" są elementami łączącymi oba te utwory.

## Recenzje
"Fire Under My Feet" spotkał się z pozytywnym przyjęciem większości krytyków muzycznych. Jocelyn Vena z magazynu Billboard opisała piosenkę jako "przebojową", a dodatkowo komplementowała skalę i siłę głosu wokalistki.

## Teledysk
Teledysk miał swoją premierę 11 maja na oficjalnym kanale VEVO artystki. Przedstawia on artystkę śpiewającą w pustym pomieszczeniu, a następnie grającą na pianinie. Sceny z piosenkarką są przerywane ujęciami innych ludzi, m.in. perkusisty, czy boksera. Całości towarzyszy zmieniające się tło, które w zależności od sceny jest białe, bądź czarne. Reżyserem teledysku jest Declan Whitebloom.

## Format wydania
digital download
1. "Fire Under My Feet" – 3:34

Digital download - Remixes
1. "Fire Under My Feet" (Benny Benassi Remix) – 5:17
2. "Fire Under My Feet" (Endor Remix) – 3:33
3. "Fire Under My Feet" (Steve Pitron & Max Sanna Remix) – 3:43

## Pozycje na listach
| Lista                                    | Najwyższa pozycja |
| ---------------------------------------- | ----------------- |
| Austria (Ö3 Austria Top 40)              | 74                |
| Belgia (Ultratop) (Flandria)             | 63                |
| Niemcy (German Top 100)                  | 94                |
| Słowacja (Rádio Top 100)                 | 46                |
| Stany Zjednoczone (Hot Dance Club Songs) | 4                 |
| Stany Zjednoczone (Twitter Top Tracks)   | 12                |
| Węgry (Single Top 40)                    | 29                |
| Węgry (Rádiós Top 40)                    | 13                |
| Wielka Brytania (UK Singles Chart)       | 51                |